# コビーナ
コビーナ（Covina）は、アメリカ合衆国カリフォルニア州のロサンゼルス郡にある都市。人口は5万1268人（2020年）。ダウンタウン・ロサンゼルスの東35キロメートルに位置している。

## 概要
サンガブリエル・バレー内の郊外都市である。ウェストコビーナの北に隣接している。2020年アメリカ合衆国国勢調査によれば、市の人口の約6割はヒスパニックである。